# گلاتوانگ
گلاتوانگ (به لاتین: Glattwang) یک کوه در سوئیس است که در کانتون گراوبوندن واقع شده‌است. گلاتوانگ ۲٬۳۷۶ متر بالاتر از سطح دریا واقع شده‌است.